# مارك بورتر (كاتب)
مارك بورتر (بالإنجليزية: Mark Porter)‏ هو كاتب بريطاني، ولد في 16 ديسمبر 1960 في والسال في المملكة المتحدة.

## وصلات خارجية
- الموقع الرسمي